# Thomas Gaitanides
Thomas Gaitanides (* 1948) ist ein deutscher Hörfunkjournalist. Sein Vater Johannes Gaitanides war ein deutsch-griechischer Schriftsteller und Publizist.

## Bayerischer Rundfunk
Gaitanides begann seine Karriere in den 1970er-Jahren beim Bayerischen Rundfunk in der neu gegründeten Service-Welle Bayern 3. Dort betreute und moderierte er zunächst die Service-Sendung für Autofahrer Gute Fahrt. Später kamen  Magazinsendungen wie B3-Kurier, Radio-Report und auf Bayern 1 der Samstagsclub hinzu. Darüber hinaus hat er über etliche Jahre hinweg für das Bayerische Fernsehen vor allem für die Sendereihe Fernweh über 25 Reisefilme gedreht und produziert.
Seit 2008 war Gaitanides Wellenchef der neuen Digitalradio-Welle Bayern plus des Bayerischen Rundfunks. Hier gestaltete und moderierte er auch die tägliche Service-Sendung Das Magazin.
Seit ihrem Start 1990 bis zu seiner Pensionierung 2013 war Gaitanides als Mr. Radltour auch Organisator der jährlichen Freizeit-Fahrradveranstaltung BR-Radltour. Zudem konzipiert und leitet er die jährliche BR aktiv Kreuzfahrt und den BR Radlfrühling. Außerdem hat er die jährliche Bauernmarktmeile mit 120 Marktständen auf dem Odeonsplatz zusammen mit dem Bayerischen Bauernverband initiiert.

## Schriftsteller
Auch als Schriftsteller hat sich Gaitanides betätigt. 2006 erschien Odysseus lebt mit Fotos und Geschichten rund um die Ägäis. 2018 erschien bei Amazon sein Roman Zeus in Indien, in dem er die griechischen Mythologie mit der indischen verbindet und auf die Palmblätter-Bibliotheken Indiens aufmerksam macht.

## Werke
- Odysseus lebt. Mit vollen Segeln durch die Inselwelt der Ägäis (Fotos von Reiner Harscher), Frederking & Thaler, 2005, ISBN 978-3-89405-647-6
- Zeus in Indien, Independently published, 2018, ISBN 978-1-7901-6522-3

## Ehrungen
Thomas Gaitanides erhielt am 11. Juli 2024 den Bayerischen Verdienstorden.